# Сомвале (Сондрио)
Сомвале је насеље у Италији у округу Сондрио, региону Ломбардија.
Према процени из 2011. у насељу је живело 47 становника. Насеље се налази на надморској висини од 1075 м.